# Devoor, Muddebihal
Devoor là một làng thuộc tehsil Muddebihal, huyện Bijapur, bang Karnataka, Ấn Độ.